# Shirin van Anrooij
Shirin van Anrooij, née le 5 février 2002 à Goes, est une coureuse cycliste néerlandaise. Comme sa sœur Lindy, elle participe à des compétitions de cyclo-cross et de cyclisme sur route : en juniors, elle est notamment championne d'Europe du contre-la-montre en 2019 et championne du monde de cyclo-cross en 2020. Le 1er août 2020, elle signe pour l'équipe cycliste féminine Trek-Segafredo. Néanmoins, elle continue de rouler pour l'équipe Baloise Trek Lions lors des compétitions de cyclo-cross.

## Carrière

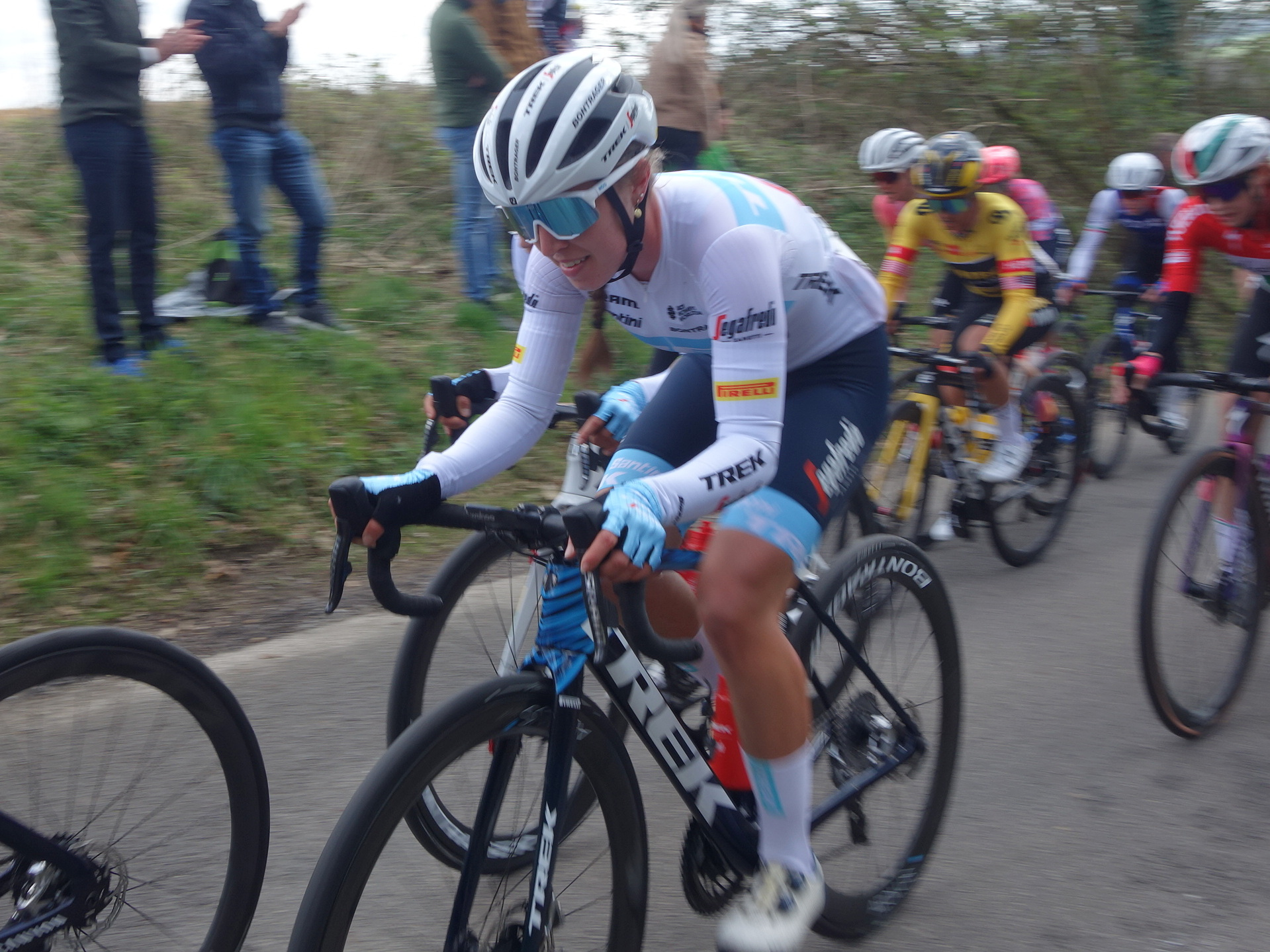
À l'Amstel Gold Race 2022

Le 29 novembre 2020, elle chute lors du départ de la 1re manche de la coupe du monde de cyclo-cross, à Tábor. Blessée par un disque de frein, ce qui lui occasionne 25 points de suture au bras, elle est contrainte de mettre un terme à sa saison. De retour pour les championnats du monde, elle abandonne finalement la course.
Sacrée championne d'Europe de cyclo-cross espoirs en novembre 2021, elle récidive quelques mois plus tard dans la même catégorie sur route, en remportant les titres de championne d'Europe de la course en ligne et du contre-la-montre.

### Meilleure jeune du Tour de France (2022)
Sur le Tour du Pays basque, sur la troisième, à vingt-cinq kilomètres de l'arrivée, Jeanne Korevaar et Shirin van Anrooij prennent quelques secondes d'avance. Elles reviennent sur Coston à dix-neuf kilomètres du but. Dans la montée du Murgil Tontorra, Shirin van Anrooij distance ses compagnons d'échappée. Elle est reprise par un groupe de huit favorites à trois cent mètres du sommet. Elle est finalement cinquième de l'étape. Au Tour de Burgos, sur la difficile quatrième étape, Shirin van Anrooij est septième. Elle prend la sixième place du classement général. Elle finit meilleure jeune du Tour de France.
En cyclo-cross, elle remporte entre autres les épreuves de Coupe du monde d'Hilvarenbeek et de Gavere.

### Trofeo Alfredo Binda (2023)

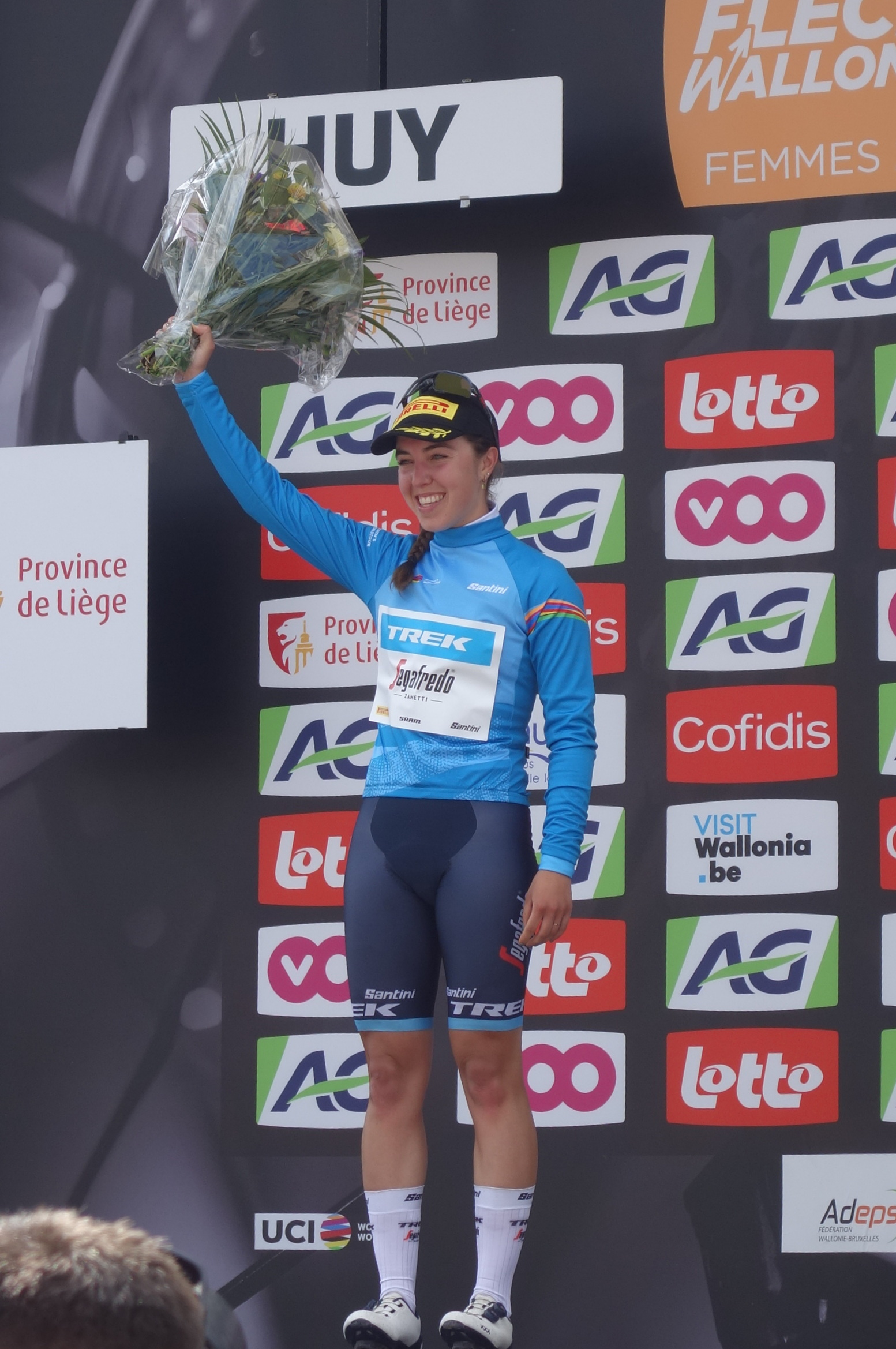
Sur le podium de la Flèche wallonne

En cyclo-cross, elle remporte la manche de Coupe du monde de Zonhoven. Sur route, sur le Trofeo Alfredo Binda-Comune di Cittiglio, elle sort seule dans l'avant-dernière montée de la côte d'Orino. Grâce au contrôle de la Trek, toutes les tentatives de poursuites sont reprises. Elle est neuvième d'À travers les Flandres, huitième du Tour des Flandres, puis cinquième de la Flèche brabançonne. À l'Amstel Gold Race, elle suit les favorites jusqu'au bout et prend la deuxième place du sprint, alors que Lotte Kopecky est détachée. À Liège-Bastogne-Liège, elle joue le jeu d'équipe et prend la quinzième place.
Au Tour de Burgos, elle est la seule à pouvoir suivre Demi Vollering dans l'étape reine. Elle prend la deuxième place de l'étape et du classement général. Elle termine la saison avec une neuvième place au Simac Ladies Tour.

### 2024
Au Circuit Het Nieuwsblad, elle fait partie du quatuor de tête après Grammont. Malgré les attaques dans le final, elle est quatrième. À Gand-Wevelgem, elle est parmi les meilleures sur les pentes du mont Kemmel. Sur À travers les Flandres, un groupe de six coureuses avec de Longo Borghini et Van Anrooij se forme dans le secteur pavé de Doorn. À une quinzaine de kilomètres de l'arrivée, Van Anrooij part. Elle est suivie par Vos. Cette dernière se montre la plus rapide, Van Anrooij est deuxième. Au Tour des Flandres, Shirin Van Anrooij et Demi Vollering reviennent après le vieux Quaremont sur la tête de course. Van Anrooij attaque dès que le duo rejoint la tête. Elle passe le Paterberg en tête. Derrière Longo Borghini et Niewiadoma distancent le reste du groupe et opère la jonction avec Van Anrooij. Le trio se dispute la victoire. Van Anrooij lance le sprint et Longo Borghini remonte Niewiadoma pour s'imposer. Elle est cinquième à la Flèche brabançonne.

## Palmarès sur route

### Par années
- 2019
  -  Championne d'Europe du contre-la-montre juniors
  -  Championne des Pays-Bas du contre-la-montre juniors
  - 2e étape du Watersley Ladies Challenge juniors (contre-la-montre)
  -  Médaillée d'argent au championnat du monde du contre-la-montre juniors
  - 2e du Watersley Ladies Challenge juniors
  - 8e du championnat d'Europe sur route juniors
- 2020
  - 3e du championnat des Pays-Bas du contre-la-montre juniors
  - 4e du championnat d'Europe du contre-la-montre juniors
- 2021
  - 6e du championnat d'Europe sur route espoirs
  - 8e du championnat d'Europe du contre-la-montre espoirs
- 2022
  -  Championne d'Europe sur route espoirs
  -  Championne d'Europe du contre-la-montre espoirs
  -  Championne des Pays-Bas du contre-la-montre espoirs
  - Contre-la-montre par équipes de l'Open de Suède Vårgårda
  - 1re étape du Ceratizit Challenge by La Vuelta (contre-la-montre par équipes)
  -  Médaillée d'argent du championnat du monde du contre-la-montre espoirs
  - 2e du championnat des Pays-Bas sur route
  - 6e du Tour de Burgos
  - 9e des Strade Bianche
- 2023
  - Trofeo Alfredo Binda-Comune di Cittiglio
  - Tour de l'Avenir
    - Classement général
    - 5e étape

  -  Médaillée d'argent du championnat du monde sur route espoirs
  - 2e du Tour de Burgos
  - 3e de l'Amstel Gold Race
  - 8e du Tour des Flandres
  - 9e du Simac Ladies Tour
- 2024
  - 2e d'À travers les Flandres
  - 3e du Tour des Flandres
  - 3e de la Classique féminine de Navarre
  - 4e du Circuit Het Nieuwsblad
  - 5e du Tour de Burgos
  - 5e des Strade Bianche
- 2025
  - 1re étape du Tour d'Espagne (contre-la-montre par équipes)

### Résultats sur les grands tours

#### Tour de France
3 participations

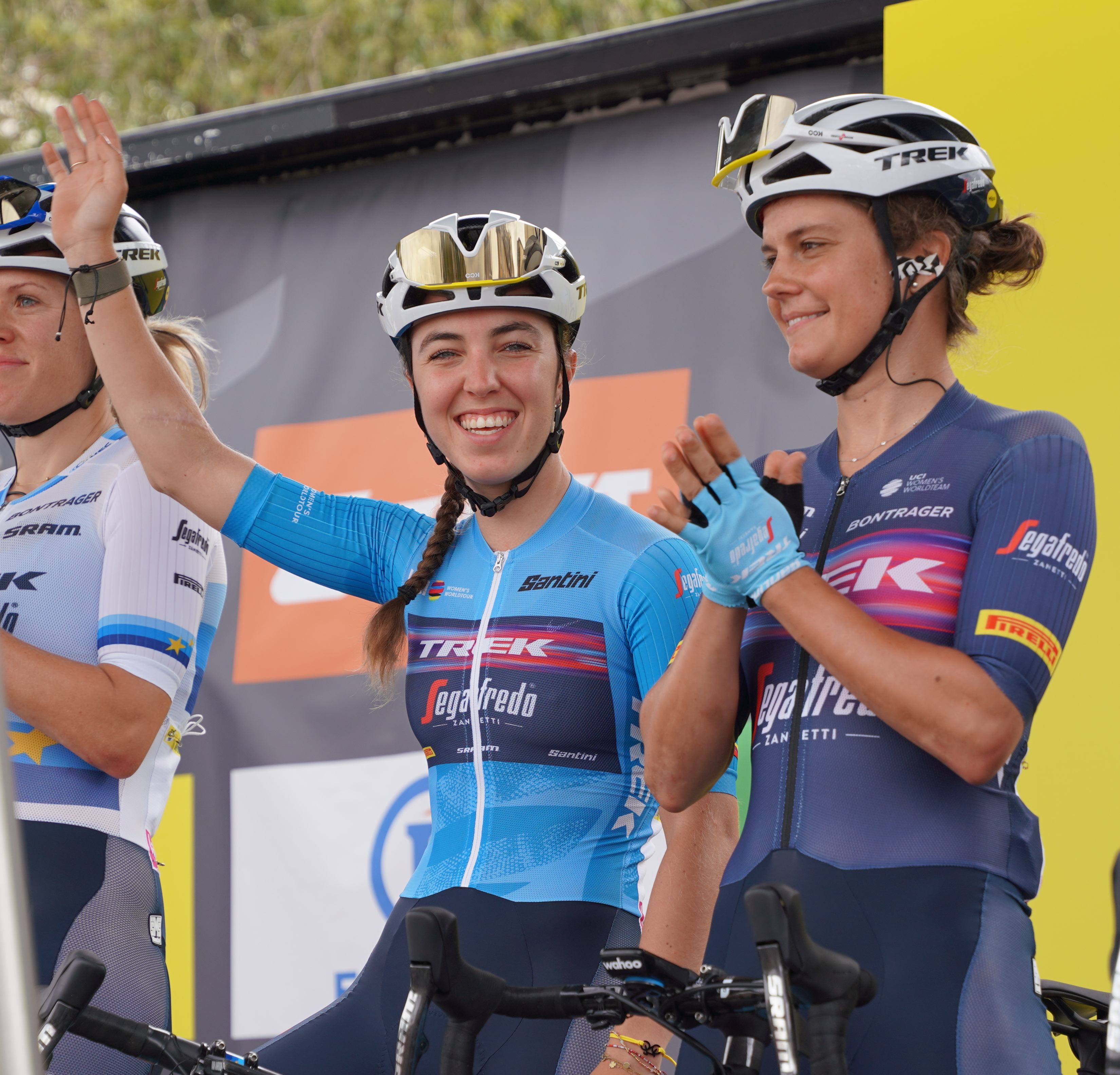
Levant le bras lors du Tour de France.

- 2022 : 14e,  vainqueur du classement de la meilleure jeune
- 2024 : 13e
- 2025 : 36e

#### Tour d'Italie
2 participations
- 2023 : 29e
- 2025 : 11e

#### Tour d'Espagne
1 participation
- 2025 : 20e, vainqueure de la 1re étape (contre-la-montre par équipes)

### Classements mondiaux
| Année                                 | 2021 | 2022 | 2023 | 2024 |
| ------------------------------------- | ---- | ---- | ---- | ---- |
| Classement UCI                        | 128e | 32e  | 17e  | 18e  |
| UCI World Tour                        | 114e | 33e  | 14e  | 16e  |
|                                       |      |      |      |      |
| Légende : nc = non classéSource : UCI |      |      |      |      |

## Palmarès en cyclo-cross
- 2018-2019
  - 2e du championnat des Pays-Bas de cyclo-cross juniors
  - 5e du Superprestige espoirs
- 2019-2020
  -  Championne du monde de cyclo-cross juniors
  -  Championne des Pays-Bas de cyclo-cross juniors
  - Grand-Prix de la Commune de Contern, Contern
  - Grand Prix Garage Collé, Pétange
  -  Médaillée de bronze du championnat d'Europe juniors
  - 3e du Superprestige espoirs
  - 5e de la Coupe du monde espoirs
  - 9e du Superprestige
- 2020-2021
  - 5e de championnat d'Europe espoirs
- 2021-2022
  -  Championne d'Europe de cyclo-cross espoirs
  - USCX Cyclocross Series #5 Jingle Cross Day 1, Iowa City
  - Hexia cyclocross Gullegem, Wevelgem
  -  Médaillée d'argent du championnat du monde de cyclo-cross espoirs
  - 2e du championnat des Pays-Bas de cyclo-cross espoirs
  - 3e de la Coupe du monde espoirs
  - 6e de la Coupe du monde
- 2022-2023
  -  Championne du monde de cyclo-cross espoirs
  - Classement général de la Coupe du monde espoirs
  - Coupe du monde de cyclo-cross #5, Beekse Bergen
  - Coupe du monde de cyclo-cross #11, Gavere
  - Coupe du monde de cyclo-cross #12, Zonhoven
  - Exact Cross - Zilvermeercross, Mol
  - Exact Cross - Azencross, Loenhout
  - X²O Badkamers Trofee #5, Coxyde
  -  Médaillée de bronze du championnat d'Europe espoirs
  - 3e de la Coupe du monde
- 2023-2024
  - Trek Cup, Waterloo
  - 6e de la Coupe du monde espoirs